# Hocine Azzizene
 (novembre 2018).
Si vous disposez d'ouvrages ou d'articles de référence ou si vous connaissez des sites web de qualité traitant du thème abordé ici, merci de compléter l'article en donnant les références utiles à sa vérifiabilité et en les liant à la section « Notes et références ».
Hocine Azzizene est un footballeur international algérien né le 21 août 1976 à El-Harrach (Alger). Il évoluait au poste d'attaquant.
Il compte une sélection en équipe nationale en 2002.

## Biographie
Hocine Azzizene évolue pendant neuf saisons en première division algérienne. Il inscrit notamment huit buts en 2001-2002 et de nouveau huit buts en 2002-2003.
Il compte une seule sélection avec l'équipe d'Algérie. Il s'agit d'un match amical joué contre l'Ouganda, le 24 septembre 2002 (score : 1-1).

## Palmarès
- Champion d’Algérie en 1998 avec l'USM El Harrach.
- Vainqueur de la Coupe d’Algérie Junior en 1994 avec l'USM El Harrach.